# Урара-Мару
Урара-Мару (Urara Maru) — судно, яке під час Другої світової війни взяло участь у операціях японських збройних сил у метрополії та в Мікронезії.

## Передвоєнна історія
Урара-Мару спорудили в 1935 році на верфі Mitsubishi Jukogyo у Кобе як пасажирське судно на замовлення компанії Awanokuni Kyodo Kisen.
22 листопада 1941-го судно реквізували для потреб Імперського флоту Японії та призначили для використання як допоміжний мінний загороджувач. З 1 по 27 грудня Урара-Мара пройшло відповідну конверсію на верфі Senkyo K.K. у Хакодате.

## Патрульна служба
Одразу після переобладнання Урару-Мару прослідував до Омінато — важливої військово-морської бази на північному завершенні Хонсю, де його залучили до патрульної служби. 29 січня 1942-го біля пристані Таірадате (на вході до затоки Муцу, у глибині якої лежить Омінато) загороджувач сів на риф, з якого його зняли через три доби та привели на буксирі на базу, де корабель проходив ремонт майже до завершення лютого.
У середині березня 1942-го Урара-Мару відновило патрульну службу в протоці Цугару (веде до Японського моря між островами Хонсю та Хоккайдо), яку несло більше року. В цей період корабель, окрім Омінато, також багаторазово відвідував порт Хакодате на південному завершенні Хоккайдо (на протилежному від Омінато березі протоки Цугару).
У середині квітня 1943-го Урара-Мару перевели до загону, який базувався в порту Муроран (так само південне узбережжя Хоккайдо, але за пів сотні кілометрів північніше від Хакодате, на вході до затоки Учіура). Тут корабель ніс патрульну службу до кінця листопада, при цьому двічі провів атаки глибинними бомбами проти ймовірно виявлених підводних човнів (втім, це не мало успіху). Крім того, на початку листопада Урара-Мару нарешті здійснив вихід на мінну постановку в районі гори Есан (на схід від Хакодате, біля входу до протоки Цугару).

## Похід до Мікронезії
На початку грудня 1943-го корабель призначили до переводу на атол Кваджелейн, де розташована головна японська база на Маршаллових островах. 15 грудня Урара-Мару полишив Омінато, а не пізніше першої половини січня 1944-го опинився на Маріанських островах. 14—19 січня Урара-Мару як один з кораблів охорони конвою № 3231B пройшав з Сайпану на атол Трук (центральні Каролінські острови), де була головна база японського ВМФ у Океанії. 20—26 січня 1944-го Урара-Мару у складі ескорту конвою № 5202 пройшов між Труком та Кваджелейном.
Всього за кілька діб після прибуття до нового місця служби, 30 січня 1944-го, американці розпочали атаку на Маршаллові острови, при цьому головною ціллю став саме Кваджелейн. Того ж дня Урара-Мару був атакований з повітря та потоплений (втім, існує версія, що це відбулося вже на атолі Міллі, за шість сотень кілометрів на південний схід від Кваджелейна).